# Pechinez

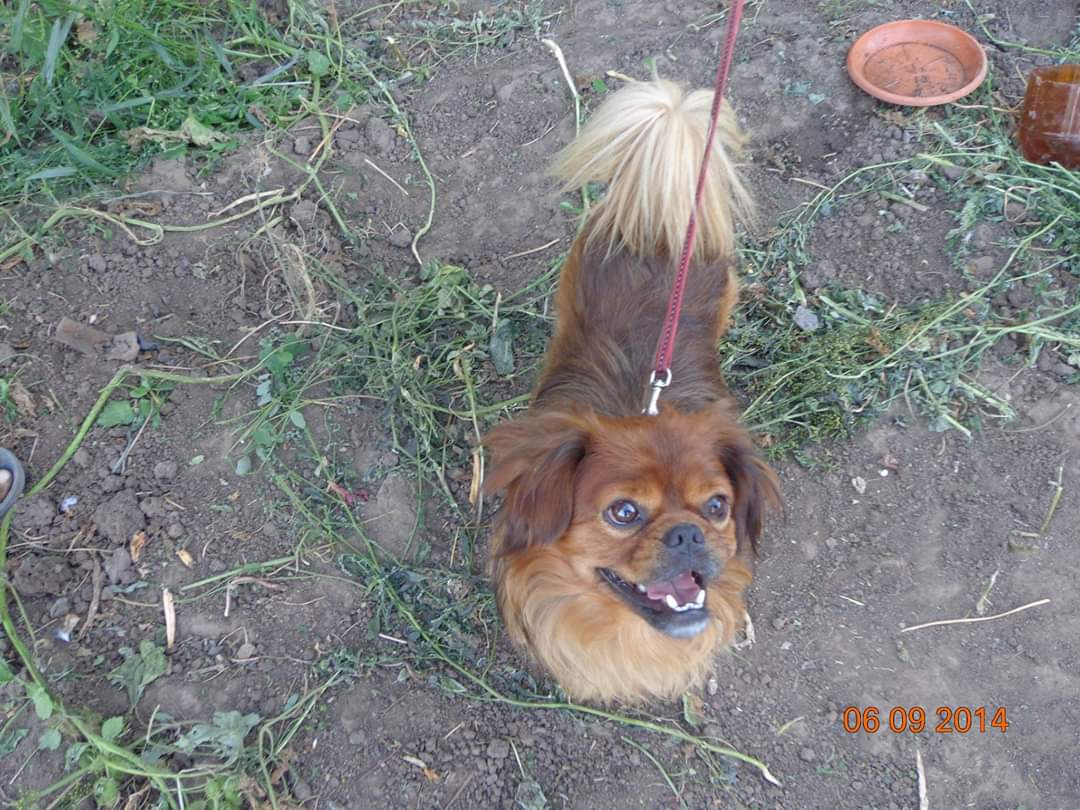
Pekingese Dog

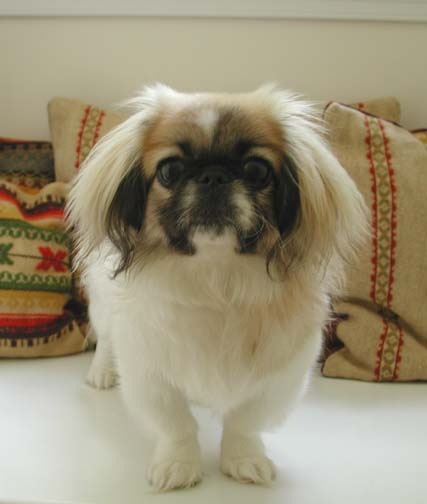
Pui de pechinez de 8 luni

Pechinezul este o rasă de câini originară din China, cunoscută de peste 4000 de ani. Pictori și sculptori l-au reprezentat în operele lor așa cum este astăzi. Se numește așa după Pekin, fosta denumire a capitalei Chinei, Beijing. În China străveche a fost rezervat în exclusivitate palatului împărătesc, fiind îngrijiți de eunuci, iar furtul sau vânzarea unui pechinez erau pedepsite cu moartea. Este cunoscut după trei nume: câinele soare (datorită culorii galben-roșiatice), câinele leu (datorită coamei bogate) și câinele mânecă (pentru că era atât de mic încât putea fi purtat în mâneca robelor curtenilor). În Europa a pătruns în 1860 când niște ofițeri englezi i-au dăruit reginei Victoria, mare iubitoare de câini, câteva exemplare. Câțiva ani mai târziu apare la expoziții și se răspândește în toată Europa. În SUA a ajuns la începutul secolului al XX-lea. Când au fost aduși în Europa erau de statură mult mai mică decât astăzi. Puțini câini au fost atât de răsfățați precum pechinezul. Speranța de viață a acestei rase de câini este de 10-15 ani.

## Descriere fizică
Este mai lung decât înalt, un câine de talie mică, îndesat, bine construit, cu partea anterioară a corpului lată, puternică în contrast cu partea posterioară contribuind la aspectul de leu. Capul este mare, lat între ochi și plat între urechi, botul este lat, scurt, ridat, stop adânc, cu un nas foarte scurt, turtit, lat, negru, plasat între ochi. Ochii sunt mari, rotunzi, proeminenți, strălucitori, de culoare închisă. Urechile sunt în formă de inimă, prinse sus, lăsate pe lângă cap și acoperite cu franjuri bogate. Picioarele din față sunt strânse din umeri, curbe, labe plate, răsucite spre exterior uneori. Are un gât foarte scurt. Coada este îmbrăcată într-un păr foarte lung și curbată ușor deasupra spatelui. Are o blană dublă cu un prim strat des, pufos și un strat exterior format din păr lung, drept, mai mult aspru decât moale, la gât formează o coamă bogată care se întinde dincolo de umeri formând un guler (de aceea se mai numește câine leu); are franjuri bogate pe urechi, picioare, coapse, pe degete și coadă. Poate avea orice culoare, dar cea mai frecvent întâlnită este negru și bej, uneori în combinație cu alb. Nu există pechinez alb complet sau de culoare roșu închis. Poate avea o mască neagră asemănătoare unor ochelari.

## Personalitate
Este un câine inteligent, vioi, curajos, încrezător în sine, independent, cu o doză destul de mare de încăpățânare, demn, jucăuș cu cei pe care îi cunoaște. Este afectuos și credincios stăpânului, prietenos cu copiii dacă nu îl deranjează mai ales când doarme, este rezervat, chiar răutăcios cu străinii. Nu are probleme cu alți câini sau alte animale din gospodărie.

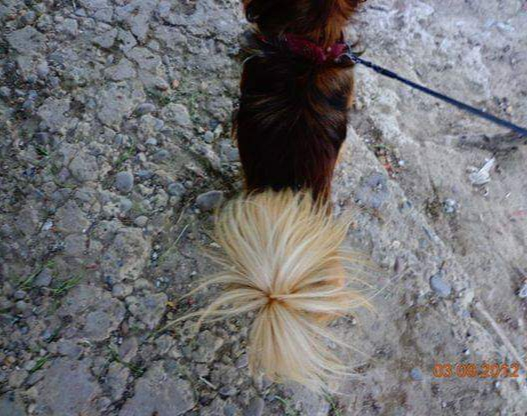
Pekingese dog tail

## Îngrijire
Blana acestui câine trebuie periată și pieptănată frecvent mai ales în locurile unde se poate încâlci (abdomen, picioare, articulațiile picioarelor). Trebuie învățați de mici cu periatul pentru a nu avea probleme când vor fi mari. Trebuiesc îngrijite cutele de pe față pentru a nu se infecta, trebuiesc menținute urechile curate și tăiat parul în exces dintre pernuțele de la picioare.

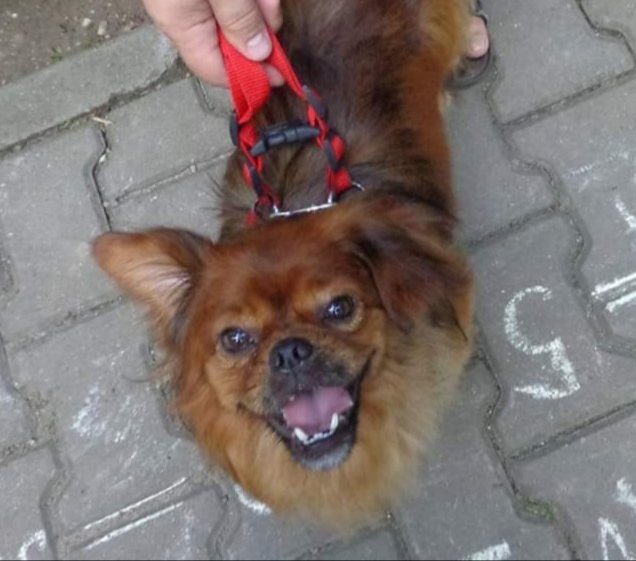
Câine Pechinez

## Condiții de viață
Acest câine se simte bine într-o casă sau un apartament alături de un stăpân sau o familie iubitoare, nu foarte activă. Are un nivel scăzut de activitate și nu îi plac plimbările lungi.

## Dresaj
Deși este un câine inteligent, latura independentă și încăpățânată predomină. El alege cine este “șeful”. Totuși cu un dresaj ferm, consecvent, fără a fi aspru ci mai curând încurajator, fără a-l pedepsi aspru când greșește (în caz contrar se poate închide în sine) poate fi învățat câteva reguli de conduită. În caz contrar se va comporta cum îl taie capul.

## Utilitate
Este un apreciat și căutat câine de companie.